# Wielka Wioślarska o Puchar Brdy

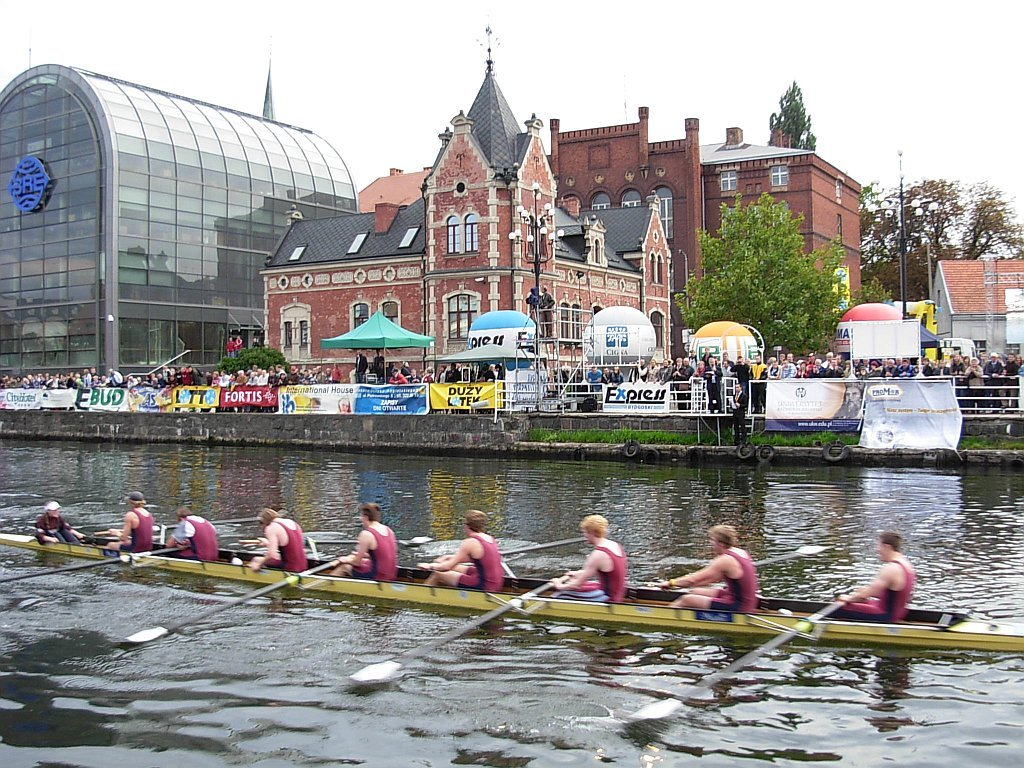
Wielka Wioślarska o Puchar Brdy w 2007 r.

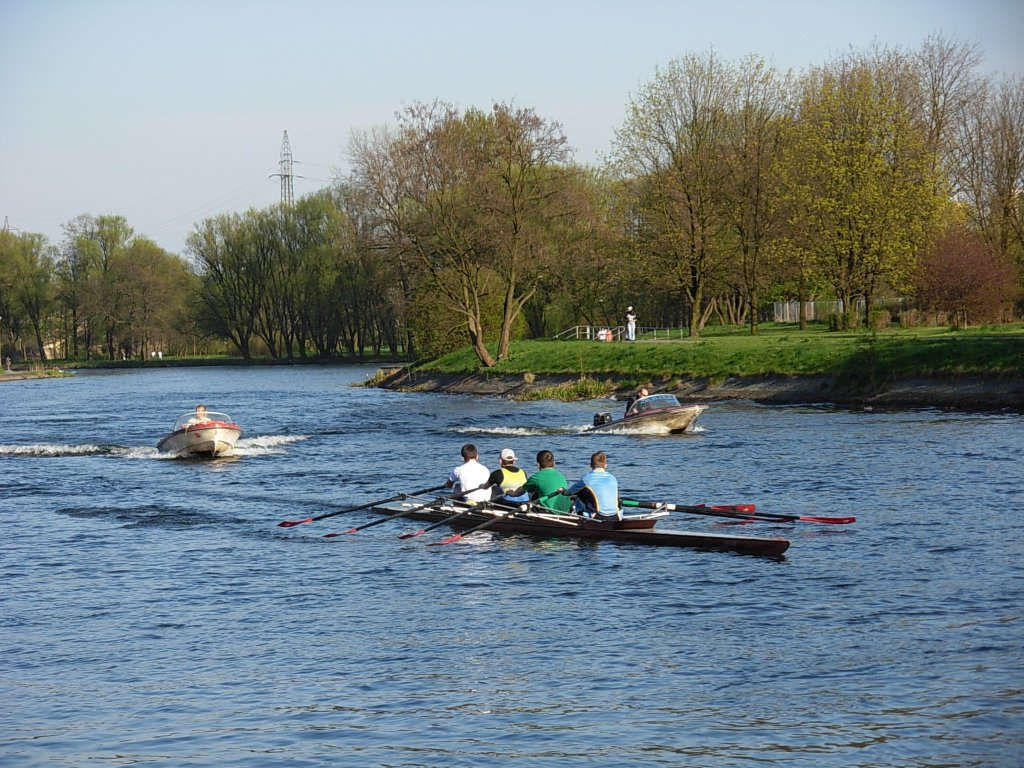
Wioślarze trenujący na Brdzie

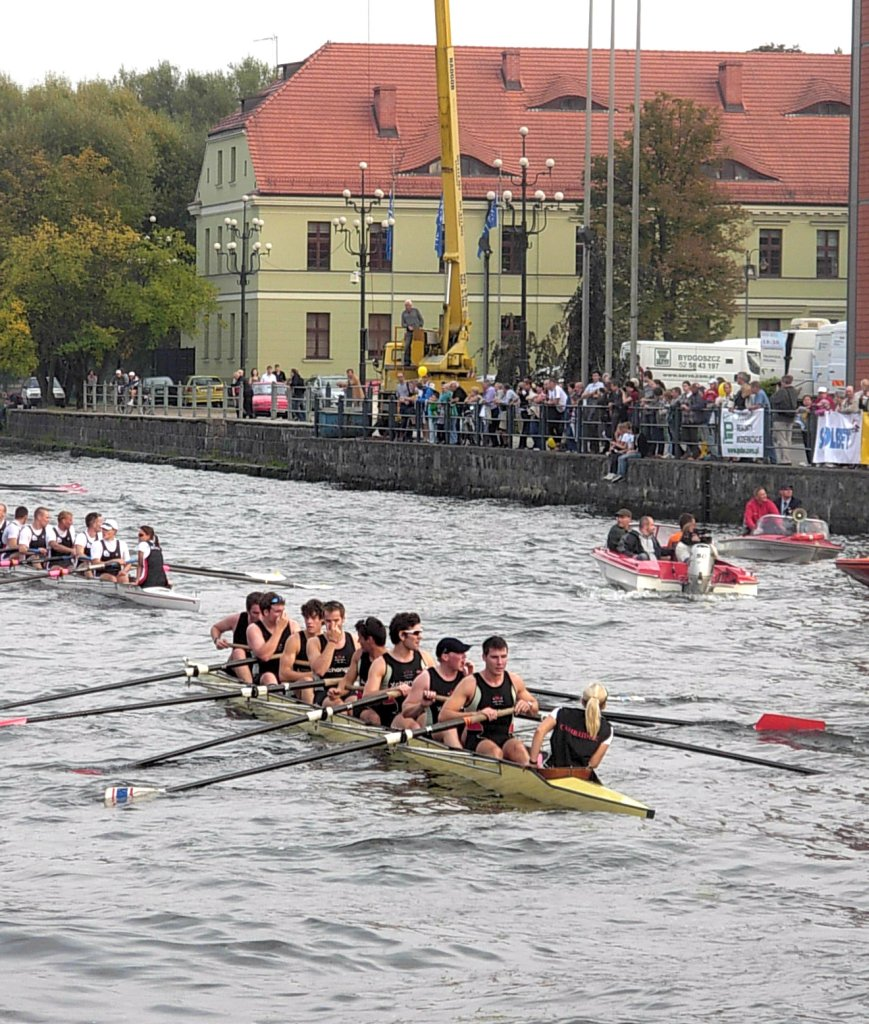
Osada uniwersytetu Cambridge podczas Wielkiej Wioślarskiej w 2010 roku

Wielka Wioślarska o Puchar Brdy to coroczna impreza wioślarska, której pierwsza edycja odbyła się w 1992 roku w Bydgoszczy.

## Wielka Wioślarska o Puchar Brdy
W czasie tych zawodów ścigają się na Brdzie, na dystansie 8,5 km wioślarskie ósemki ze sternikiem. Impreza została stworzona na wzór legendarnego wyścigu ósemek Oksford-Cambridge. Pomysłodawcą imprezy jest dziennikarz działu sportowego "Gazety Pomorskiej" Zbigniew Urbanyi.

## Geneza
Zwycięzcy tych regat walczą o puchary przechodnie i nagrody. W kategorii seniorów wioślarskie ósemki ze sternikiem walczą o Puchar Rady Miasta Bydgoszczy i nagrody Gazety pomorskiej i Totalizatora Sportowego, a ósemki w kategorii juniorów o nagrody i Puchar Prezesa PESA Bydgoszczy S.A. (dawniej ZNTK Bydgoszcz).

## Historia
Impreza zmienia się z roku na rok. Zmianie ulegał również regulamin tych zawodów. Założeniem organizatorów było, aby na Brdzie ścigały się mistrz Polski w kategorii ósemek ze sternikiem z danego roku z reprezentacją Bydgoszczy. W przypadku, gdy mistrzem Polski jest osada z Bydgoszczy do rywalizacji miała stawać reprezentacja wytypowana przez Polski Związek Towarzystw Wioślarskich. Ósemki w tym biegu startują obok siebie. Tak też się działo do 1995 roku, kiedy to dopuszczono do startu w regatach inne osady tworząc obok biegów głównych bieg otwarty. Ósemki w tym biegu startują na czas. Dzięki temu w imprezie zaczęły uczestniczyć ekipy wielu polskich klubów jak również osady zagraniczne m.in. Litwy, Ukrainy, Niemiec, Mołdawii.
W czasie trzynastej edycji regat po raz pierwszy rozegrano bieg akademicki. Na starcie tego biegu stanęły osady Akademii Bydgoskiej im. Kazimierza Wielkiego i Uniwersytetu Cambridge. 
Zwyciężyła osada Akademii Bydgoskiej. 
W czasie czternastej edycji na starcie tego biegu stanęły osady Uniwersytetu Kazimierza Wielkiego i Uniwersytetu Oksfordzkiego. 
Zwyciężyła bydgoska osada Uniwersytetu Kazimierza Wielkiego.

## Zwycięzcy

### 1. edycja – 10 października 1992 roku
Seniorzy
Płockie Towarzystwo Wioślarskie (mistrz Polski)
Jacek Wróblewski, Konrad Pietrzak, Artur Szachmytowski, Piotr 01-szewski, Wojciech Jankowski, Rafał Kowalski, Adam Truszczyński, Dariusz Karasek, sternik Michał Cieślak.
Juniorzy
KKW-ZNTK Bydgoszcz (mistrz Polski)
Krzysztof Kozub, Krzysztof Sroka, Rafał Franz, Marek Witomski, Michał Jodkowski, Sławomir Lato, Daniel Sobków, Marcin Duda, sternik Leszek Borlik.

### 2. edycja – 18 września 1993 roku
Seniorzy
Płockie Towarzystwo Wioślarskie (mistrz Polski)
Jacek Wróblewski, Konrad Pietrzak, Artur Szachmytowki, Piotr 01-szewski, Wojciech Jankowski, Dariusz Karasek, Mariusz Arcichowski, Grzegorz Pietrowicz, sternik Michał Cieślak.
Juniorzy
Osada reprezentacyjna
Krzysztof Kozub, Krzysztof Sroka, Michał Jodkowski Marek Witomski (wszyscy KKW-ZNTK Bydgoszcz), Piotr Bochenek, Marcin Gaj (obaj SWOS Warszawa), Dariusz Nowakowski, Dariusz Stępiński (obaj AZS Toruń), sternik Leszek Borlik (KKW-ZNTK).

### 3. edycja – 30 września 1994 roku
Seniorzy
Reprezentacja Bydgoszczy
Arkadiusz Sobkowiak, Robert Stopa, Wojciech Gołuński (wszyscy KKW-ZNTK), Jacek Streich, Andrzej Jastrzębski, Grzegorz Pietura, Mariusz Borucki, Jacek Mularczyk (wszyscy "Zawisza"), sternik Grzegorz Dambecki (KKW-ZNTK).
Juniorzy
Płockie Towarzystwo Wioślarskie (mistrz Polski)
Piotr Ozdowski, Dominik Matuszewski, Tomasz Filiński, Mariusz Buk-nakowski, Bogdan Portalski, Tomasz Grochowski, Tomasz Piórkowski, Paweł Wonański, sternik Wojciech Nielkowski.

### 4. edycja – 16 września 1995 roku
Seniorzy
Osada reprezentacyjna (mistrz Polski)
Krzysztof Neumann (AZS Gdańsk), Arkadiusz Nowak (AZS Wrocław), Jacek Streich ("Zawisza" Bydgoszcz), Artur Szachmytowski, Wojciech Jankowski (wszyscy AZS Gdańsk), sternik Grzegorz Dambecki (KKW-ZNTK Bydgoszcz).
Juniorzy
Płockie Towarzystwo Wioślarskie (mistrz Polski)
Piotr Ozdowski, Dominik Matuszewski, Tomasz Filiński, Mariusz Buknakowski, Bogdan Portalski, Paweł Wonański, Tomasz Grochowski, Tomasz Piórkowski, sternik Norbert Karwowski.

### 5. edycja – 13 września 1996 roku
Seniorzy
RTW "Bydgostia-ZNTK" (mistrz Polski)
Krzysztof Chełkowski, Krzysztof Sroka, Arkadiusz Sobkowiak, Marcin Mazur, Maciej Zieliński, Robert Stopa, Marcin Wika, Marek Witomski, sternik Grzegorz Dambecki
Juniorzy
RTW "Bydgostia-ZNTK" (mistrz Polski)
Sebastian Grzeszczyk, Damian Olszewski, Tomasz Nowakowski, Maciej Falkowski, Piotr Grochowski, Tomasz Nadolny, Marek Strzyżewski, Miłosz Frejnik, sternik Przemysław Kotłowski

### 6. edycja – 13 września 1997 roku
Seniorzy
Reprezentacja Bydgoszczy
Artur Dominowski, Marek Witomski, Marcin Wika, Krzysztof Sroka, Piotr Grochowski, Arkadiusz Sobkowiak, Damian Olszewski (wszyscy RTW "Bydgostia-Kabel"), Jacek Streich ("Zawisza" Bydgoszcz), sternik Przemysław Kotłowski ("Bydgostia-Kabel")
Juniorzy
Płockie Towarzystwo Wioślarskie (mistrz Polski)
Arkadiusz Więcławski, Dariusz Gościcki, Bogdan Goneta, Przemysław Ruta, Robert Sobolewski, Tomasz Chrapkowski, Tomasz Sobierajski, Robert Majewski, sternik Mariusz Malanowski

### 7. edycja – 3 października 1998 roku
Seniorzy
Reprezentacja Bydgoszczy
Rafał Radzicki, Jarosław Bielaszewski, Łukasz Grocholski, Radosław Sikorski, Jacek Streich (wszyscy "Zawisza"), Marcin Wika, Piotr Grochowski, Marek Witomski, sternik Przemysław Kotłowski (wszyscy RTW "Bydgostia-Kabel")
Juniorzy
PTW SMS Płock (mistrz Polski)
Bogdan Zalewski, Piotr Buchalski, Tomasz Sobierajski, Michał Toma-szewski, Kamil Wodzyński, Krystian Stasiewicz, Dariusz Rudziński, Robert Majewski, sternik Łukasz Gajewski
Kobiety
RTW "Bydgostia-Kabel"
Wioletta Kowalska, Magdalena Wesołowska, Izabela Wojtaszyk, Ka-tarzyna Weinrauder, Dorota Gazda, Aneta Bełka, Iwona Zygmunt, Magdalena Wołek, sternik Lucyna Dybicz

### 8. edycja – 18 września 1999 roku
Seniorzy
RTW "Bydgostia-Kabel"
Arkadiusz Sobkowiak, Waldemar Nowakowski, Przemysław Konecki, Robert Sycz, Mariusz Daniszewski, Marcin Swięciński, Michał Zieliński, Mariusz Kopycki, sternik Przemysław Kotłowski
Juniorzy
AZS SMS UMK Toruń
Robert Rydlewski, Przemysław Kamiński, Marcin Kwiatkowski, Marcin Sarnowski, Arkadiusz Pieszak, Artur Januszek, Marek Szarejko, Robert Majewski, sternik Daniel Trojanowski
Kobiety
RTW "Bydgostia-Kabel"
Iwona Tybinkowska, Iwona Zygmunt, Magdalena Wesołowska, Aneta Bełka, Wioletta Kowalska, Izabela Wojtaszyk, Katarzyna Kopycka, Magdalena Wołek, sternik Przemysław Kotłowski

### 9. edycja – 14 października 2000 roku
Seniorzy
Reprezentacja Bydgoszczy
Jacek Streich, Rafał Hejmej (obaj "Zawisza"), Mariusz Daniszewski, Przemysław Konecki, Waldemar Nowakowski, Mariusz Kopycki, Arkadiusz Sobkowiak, Michał Tomaszewski, sternik Przemysław Kotłowski (wszyscy RTW "Bydgostia-Kabeł")
Juniorzy
RTW "Bydgostia-Kabel"
Mikołaj Burda, Wojciech Gutorski, Maciej Zimnoch, Tomasz Czubak, Wojciech-Maćkowski, Marcin Dobek, Łukasz Łoboda, Artur Guziołek, sternik Kamil Jarczyński
Kobiety
RTW "Bydgostia-Kabel"
Iwona Tybinkowska, Aneta Bełka, Iwona Zygmunt, Agnieszka Tomczak, Magdalena Wesołowska, Dorota Gazda, Agnieszka Madaj, Honorata Motylewska (PTW Płock), sternik Przemysław Kotłowski ("Bydgostia-Kabel")

### 10. edycja – 22 września 2001 roku
Seniorzy
RTW "Bydgostia-Kabel"
Mariusz Daniszewski, Mikołaj Burda, Wojciech Gutorski, Jarosław Godek, Przemysław Konecki, Waldemar Nowakowski, Arkadiusz Sobkowiak, Robert Sycz, sternik Leszek Borlik.
Juniorzy
RTW "Bydgostia-Kabel"
Artur Uniszkiewicz, Jakub Bogdański, Arkadiusz Ćwik, Maciej Kupniewski, Tomasz Chylarecki, Marek Ciszek, Michał Wyrwał, Bartosz Cyganowski, sternik Marek Marach.
Kobiety
RTW "Bydgostia-Kabel"
Iwona Tybinkowska, Magdalena Wesołowska, Iwona Zygmunt, Agnieszka Tomczak, Dorota Gazda, Aneta Bełka, Agnieszka Madaj, Anna Amchewicz, sternik Przemysław Kotłowski.

### 11. edycja – 5 października 2002 roku
Seniorzy
Reprezentacja Bydgoszczy
Rafał Hejmej (Zawisza Bydgoszcz), Mikołaj Burda, Wojciech Gutorski, Michał Tomaszewski, Mariusz Daniszewski, Robert Sycz, Jarosław Bielaszewski, Tomasz Kowalik, sternik Przemysław Kotłowski.
Juniorzy
AZS Toruń
Piotr Biedrzycki, Rafał Piecuch, Krzysztof Bednarek, Grzegorz Paluch, Karol Słoma, Maciej Włodarczyk, Łukasz Libera, Bartosz Tabaka, sternik Daniel Trojanowski.
Kobiety
RTW "Bydgostia-Kabel"
Iwona Zygmunt, Magdalena Wesołowska, Gorota Gazda, Agnieszka Madaj, Ewelina Krzemińska, Katarzyna Pawłowska, Paulina Stupkiewicz, Aneta Bełka, sternik Żaneta Krzemińska.

### 12. edycja – 27 września 2003 roku
Seniorzy
RTW "Bydgostia-Kabel"
Wojciech Gutorski, Mikołaj Burda, Mariusz Daniszewski, Michał Tomaszewski, Marcin Wika, Robert Sycz, Jarosław Bielaszewski, Tomasz Kowalik, sternik Przemysław Kotłowski.
Juniorzy
Reprezentacja Bydgoszczy
Rafał Piecuch, Adam Jerchewicz, Michał Lisowski (wszyscy BTW Bydgoszcz), Paweł Thaddey, Dominik Januszkiewicz (obaj Zawisza), Michał Wyrwał, Artur Uniszkiewicz, Marcin Badziągowski, sternik Arkadiusz Boniecki.
Kobiety
RTW Bydgostia-Kabel Zygmunt Iwona, Bełka Aneta, Madaj Agnieszka, Gazda Dorota, Tybinkowska Iwona, Tomczak Agnieszka, Pawłowska Katarzyna, Wesołowska Magdalena, sternik Kotłowski Przemysław (RTW Bydgostia-Kabel).

### 13. edycja – 25 września 2004 roku
Seniorzy
RTW "Bydgostia-Kabel"
Mariusz Daniszewski, Rafał Piecuch, Marcin Wika, Marcin Sarnowski, Piotr Hojak, Robert Sycz, Piotr Lepczak, Tomasz Kowalik, st. Przemysław Kotłowski.
Juniorzy
Reprezentacja Bydgoszczy
Tomasz Sowiński, Grzegorz Kufel, Krzysztof Korotkiewicz, Michał Wudarski, Daniel Mindykowski, Marcin Skonieczny, Marcin Klawon, Przemysław Saskowski, sternik Arkadiusz Boniecki.
Bieg akademicki
1. Akademia Bydgoska im. Kazimierza Wielkiego
Rafał Hejmej, Mikołaj Burda, Wojciech Gutorski, Michał Stawowski, Sebastian Kosiorek, Pawłowski Łukasz Bartłomiej Pawełczak, Miłosz Bernatajtys, sternik Daniel Trojanowski.
2. Uniwersytet Cambridge
Alexander Jonathan, Nathaniel Berner, Wayne Pommen, Piers Curle, Richard McErloy, Hugo Mallinson, Andrew Smith, Sam Brooks, sternik Stephanie Richards.

### 14. edycja – 2005 roku
Bieg juniorów
klub PTW Płock (Mistrz Polski)
Kamil Karolkowski, Przemysław Grzelak, Michał Rydz, Radosław Milczarek, Hubert Grzybowski, Jarosław Karpiński, Mariusz Skierkowski, Arkadiusz Urbaniak, sternik Paweł.
Bieg seniorów
klub LOTTO-Bydgostia-WSG-GP 1 (Mistrz Polski)
Mariusz Daniszewski, Marcin Wika, Michał Wyrwał, Daniel Bernatajtys, Jarosław Bielaszewski, Tomasz Czubak, Tomasz Kowalik, Rafał Dziekoński, sternik Przemysław Kotłowski.
Bieg akademicki
1. miejsce Uniwersytet Kazimierza Wielkiego
Rafał Hejmej (Zawisza Bydgoszcz), Mikołaj Burda, Wojciech Gutorski, Sebastian Kosiorek, Karol Słoma, Bartłomiej Pawełczak, Miłosz Bernatajtys (wszyscy LOTTO-Bydgostia-WSG-GP), Michał Stawowski (AZS UMK Toruń), sternik Daniel Trojanowski (Zawisza Bydgoszcz).
z przewagą 1,5 długości łodzi
2. miejsce Uniwersytet Oksfordzki
Jeremy Howick, David Livingston, Christopher Reeve, Andrew Stubbs, Angus Warner, Edward Bellamy, Philip Beard, Matthew Smith, Basil Dixon, sternik Peter Hackworth.

### 15. edycja – 2006 roku
Bieg juniorów
AZS UMK SMS Toruń (Mistrz Polski)
Krystian Aranowski, Radosław Zdrojkowski, Szymon Derkowski, Mateusz Wyrwicki, Jakub Mueller, Michał Naglewicz, Paweł Lewandowski, Piotr Majewski, sternik Piotr Zgliczyński, trenerzy Tomasz Lisewski, Tomasz Radkowski, Marek Kropidłowski.
Bieg seniorów
LOTTO-Bydgostia-WSG-GP (Mistrz polski)
Wojciech Gutorski, Dariusz Radosz, Michał Wyrwał, Miłosz Bernatajtys, Bartłomiej Pawełczak, Robert Sycz, Łukasz Siemion, Tomasz Kowalik, Rafał Woźniak – sternik, Marian Drażdżewski – trener, Andrzej Mazurowicz – trener.
Bieg akademicki
1. Uniwersytet Kazimierza Wielkiego
Rafał Hejmej, Mikołaj Burda, Sebastian Kosiorek, Michał Stawowski, Marcin Sarnowski, Paweł Rańda, Jarosław Bielaszewski, Łukasz Pawłowski, Daniel Trojanowski – sternik, Marian Drażdżewski – trener.
przewaga 2 długości łodzi
2. Uniwersytet Londyn
Richard R Smith, James A Dunley, Peter J C Wells, Cameron F Nichol, Robert S Irving, Jonathan G W E Hunt, Christopher J Hiatt, Richard M Thompson, Kirkby D Tickell, Charles J Clarke, Christine Fox – sternik, David S Whitelaw – trener.
Bieg Oxford-Cambridge
1. Uniwersytet Cambridge
Ben Smith, Iain Edmonson, Sam Pearson, James Livingston, Rick Dunn, Christopher Goodwin, Tom Johnstone, Christopher Martin, Hannah Oag – sternik, Neil Lambert – trener.
przewaga 2,5 długości łodzi
2. Uniwersytet Oksfordzki
David Livingston, Matthew Smith, Basil Dixon, Ciaran Hayes, Nicholas Tuppen, Justin Hutchinson, William Fedyna, Jeremy Howick, Henry Morris, Peter Hackworth – sternik, Jonny Mathews – trener.

### 16. edycja – 2007 rok
Bieg juniorów – Memoriał Zbigniewa Urbanyi
AZS UMK SMS Energohandel Toruń
Przemysław Kosiński, Mateusz Jabłoński, Michał Szpakowski, Jakub Jabłoński, Jakub Sekuła, Bartosz Przydanek, Michał Tarkowski, Kamil Prusinowski ster. Piotr Zgliczyński
Bieg seniorów
AZS UMK SMS Energohandel Toruń
Piotr Juszczak, Krystian Aranowski, Rafał Wielgosz, Michał Stawowski, Szymon Derkowski, Sławomir Kruszkowski, Paweł Zajdenc, Piotr Majewski, ster. Paweł Lipowski
Bieg akademicki
1. Uniwersytet Kazimierza Wielkiego
Paweł Rańda – kapitan osady, Miłosław Kędzierski, Ryszard Ablewski, Krzysztof Babik, Krzysztof Gwizdała, Jarosław Karpiński, Daniel Rosiński, Michał Tobolski, ster. Rafał Woźniak
z przewagą 4 długości łodzi przed
2 .Oxford Brookes University Boat Club
Daniel Thomas Lorance Oconnel, Edward William Francis Beckett, Oliver James Hugh Custance-Baker, Oliver Jon Collins, Edward Nurick, Nicholas Richard Ireland, Allan John French, Mark Daniel Feeney, ster. Joanna WrightBieg
Bieg Leander Club Henley – LOTTO-Bydgostia-WSG-Bank Pocztowy
1 .LOTTO-Bydgostia-WSG-Bank Pocztowy Wojciech Gutorski – kapitan osady, Mikołaj Burda, Sebastian Kosiorek, Dariusz Radosz, Michał Wyrwał, Łukasz Siemion, Bartłomiej Pawełczak, Miłosz Bernatajtys, ster. Jan Erdman.
pół długości przed
2. Leander Club Henley
George Laughton, Henry Palmer, Charles Brereton, Andrew Dax, Colin Williamson, Alexander S.L. Gaspar, Richard Francis, Joshua Davidson, ster. Christine Fox.

### 17. edycja – 27 września 2008 roku
Zwycięzcy wyścigów
Bieg juniorów – Memoriał Zbiniewa Urbanyi
AZS UMK Energohandel Toruń: Dariusz Jurczyk, Michał Radkowski, Jacek Majewski, Tomasz Wardenga, Dawid Wielgosz, Robert Ziemba, Bartosz Foksiński, Radosław Krymski, st. Dawid Winniewski, trenerzy: Tomasz Radkowski, Jacek Królikiewicz, Sławomir Kiermasz.
Bieg główny seniorów
- reprezentacja olimpijska: Sebastian Kosiorek, Mikołaj Burda, Wojciech Gutorski (wszyscy LOTTO/Bydgostia/WSG/Bank Pocztowy), Krystian Aranowski, Rafał Hejmej, st. Daniel Trojanowski (wszyscy Zawisza), Michał Stawowski, Sławomir Kruszkowski (obaj AZS UMK Energohandel), Patryk Brzeziński, trener Wojciech Jankowski;
Bieg akademicki o Puchar Rektora UKW:
UKW – Miłosław Kędzierski, Ryszard Ablewski, Krzysztof Babik, Krzysztof Gwizdała, Paweł Rańda, Mateusz Hamerski, Filip Śniadecki, Daniel Rosiński, st. Rafał Woźniak, trener Lech Olszewski.
Bieg o Puchar Prezydenta Miasta Bydgoszczy:
Cambridge – James Livingston, Iain Edmonson, Kyle Coveny, David Hutchins, Charles Daniel Innes, Christopher Le Neve Foster, Bartosz Szczyrba, Matthias Kleinz, Abraham Joshua West, st. Hannah Oag.

### 18. edycja – 10 października 2009 roku
Zwycięzcy wyścigów
Bieg juniorów – Memoriał Zbiniewa Urbanyi
reprezentacja Litwy – (Marius Ralickas, Dovydas Balsy, Rokas Balsy, Mantas Liderka, Martynas Mickus, Marius Statkus, Ernestas Zarskis, Rolandas Mascinskas, sternik Juozas Gudeliunas).
Bieg główny seniorów
Reprezentacja Bydgoszczy – Wojciech Gutorski, Mikołaj Burda, Sebastian Kosiorek, Robert Sycz, Łukasz Siemion, Miłosz Bernatajtys (wszyscy LOTTO-Bydgostia-WSG-Bank Pocztowy), Rafał Hejmej, Krystian Aranowski, sternik Daniel Trojanowski (wszyscy Zawisza Bydgoszcz).
Bieg akademicki o Puchar Rektora UKW:
Uniwersytet Kazimierza Wielkiego – Paweł Rańda, Miłosław Kędzierski, Krzysztof Gwizdała, Filip Śniadecki, Mateusz Rekowski, Adam Mrotek, Marcin Szatkowski, Sebastian Krajewski, sternik Rafał Woźniak.
Bieg o Puchar Prezydenta Miasta Bydgoszczy:
Cambridge – (Bartosz Szczyrba, Jim Houghton, James Livingston, Theo Brun, Dave Hutchins, Steffen Buschbacher, Toby Garbett, James Strawson, sternik Christine Fox).

### 19. edycja – 25 września 2010 roku
Zwycięzcy wyścigów
Bieg juniorów – Memoriał Zbiniewa Urbanyi
reprezentacja Litwy. Dominykas Bernotas, Kristijonas Bernatos, Kestuitis Żukauskas, Tomas Vintilas, Arnas Jonatis, Aurinas Dambrauskas, Rokas Baisys, Manta Lideika, sternik Juoza Gudeliunas,
Bieg główny seniorów
LOTTO/Bydgostia/WSG/Bank Pocztowy – Robert Sycz, Łukasz Siemion, Miłosz Bernatajtys, Mateusz Hamerski, Dariusz Radosz, Sebastian Kosiorek, Ryszard Ablewski, Miłosław Kędzierski, sternik Rafał Woźniak.
Bieg akademicki o Puchar Rektora UKW:
WSG – Michał Chrustowski, Piotr Kwiatkowski, Rafał Wielgosz, Radosław Krymski, Patryk Brzeziński, Maciej Trojnar, Szymon Fernholc, Damian Rosolski, sternik Paulina Górska.
Bieg o Puchar Prezydenta Miasta Bydgoszczy:
Oxford 
Philip Clausen-Thue,  Colin Smith, Robin Ejsmond-Frey, Rodney Stephens, Phil Killicoat, Charlie Burkitt, Artour Samsonov, Paul Kelly, Andrew Wright.

### 20. edycja – 24 września 2011 roku
Zwycięzcy wyścigów
Bieg juniorów – Memoriał Zbiniewa Urbanyi – Berliner Ruder Club – Max Korge, Oliver Mittelstädt, Florian Leu, Svyatoslav Khanaev, Lars Bock, Lukas Klingholz, Willy Lange, Hendrik Bartolomaeus, sternik Florian Harsdorff.
Bieg główny seniorów- Reprezentacja Polski – Michał Szpakowski, Krystian Aranowski, Piotr Juszczak, Mikołaj Burda, Piotr Hojka, Robert Sycz, Rafał Hejmej, Marcin Brzeziński, sternik Daniel Trojanowski, trener Wojciech Jankowski.
Bieg akademicki o Puchar Rektora UKW: Uniwersytet Kazimierza Wielkiego – Tomasz Nowak, Mateusz Rekowski, Miłosław Kędzierski, Jacek Czeczot, Michał Chrestowski, Michał Kwiatoń, Adam Mrotek, Dawid Kalinowski, sternik Rafał Woźniak, trener Lech Olszewski.
Bieg o Puchar Prezydenta Miasta Bydgoszczy: Oxford – Colin Smith, Alec Dent, Moritz Hafnem, Artour Samsonom, Ben Ellison, Jeremy Howick, Andy Wright, Paul Kelly,  sternik Laura Painecoach, trener Richard Fishlock.

### 21. edycja – 29 września 2012 roku
Wyścig główny ósemek seniorów o Puchar Wieczysty Rady Miasta Bydgoszczy i nagrodę Totalizatora Sportowego
1. PTW Plock 29:43.63
2. Berliner Ruder Club 29:44.39
3. Reprezentacja Litwy 29:46.33
4. LOTTO-Bydgostia-WSG 30:03.83
5. BTW Bydgoszcz 30:45.40
6. Wiking Berlin 32:49.21
Wyścig pościgowy ósemek akademickich o Puchar Rektora Uniwersytetu Kazimierza Wielkiego
1. Wyższa Szkoła Gospodarki
2. Uniwersytet Kazimierza Wielkiego
Wyścig ósemek o Puchar Prezydenta Miasta Bydgoszczy Uniwersytet Oxford – Uniwersytet Cambridge
1. Oxford
2. Cambridge
Wyścig ósemek juniorów o nagrodę Totalizatora Sportowego – Memoriał Zbigniewa Urbanyi
1. LOTTO-Bydgostia-WSG I 30:48.957
2. Berliner Ruder Club 31:02.040
3. AZS UMK Energa Torun MP 31:19.277
4. PTW Plock 32:02.217
5. BTW Bydgoszcz I 32:17.433
6. LOTTO-Bydgostia-WSG II 33:05.241
7. BTW Bydgoszcz II 35:02.589
8. LOTTO-Bydgostia-WSG III 36:56.038

### 22. edycja – 28 września 2013 roku[1]
Wyścig główny ósemek seniorów o Puchar Wieczysty Rady Miasta Bydgoszczy i nagrodę Totalizatora Sportowego
1. 1.LOTTO-Bydgostia (Mistrz Polski) – 29:45.90 (Mikołaj Burda, Piotr Hojka, Dariusz Radosz, Miłosław Kędzierski, Ryszard Ablewski, Kamil Zawadzki, Jakub Pietruszewski, Łukasz Siemion, sternik Rafał Woźniak, trenerzy Marian Drażdżewski, Bartłomiej Pawełczak, Tomasz Strychalski. 2.BTW Bydgoszcz /LOTTO-Bydgostia – 31:34.37. 3.PTW Płock – 31:59.77. 4.Mołdawia – 33:19.59. 5.Wiking Berlin – 33:47.95
Wyścig pościgowy ósemek akademickich o Puchar Prezesa Zarządu Głównego Akademickiego Związku Sportowego. 1.Wyższa Szkoła Gospodarki w Bydgoszczy – Dariusz Juręczyk  (AZS UMK Energa Toruń), Ryszard Ablewski (LOTTO-Bydgostia), Mateusz Wilangowski (Wisła Grudziądz), Dariusz Radosz (LOTTO-Bydgostia), Kamil Zajkowski (PTW Płock), Mirosław Ziętarski (AZS UMK Energa Toruń), Jerzy Kowalski (Gopło Kruszwica), Łukasz Siemion (LOTTO-Bydgostia), sternik Cezary Gościński (LOTTO-Bydgostia), trener AZS WSG: Waldemar Nowakowski, kierownik: Marta Grzelczak. 2.Uniwersytet Kazimierza Wielkiego
Wyścig ósemek o Puchar Prezydenta Miasta Bydgoszczy Uniwersytet Oxford – Uniwersytet Cambridge
1. Oxford
2. Cambridge
Wyścig ósemek juniorów o nagrodę Totalizatora Sportowego – Memoriał Zbigniewa Urbanyi. 1.LOTTO-Bydgostia – 31:12.73 – Daniel Romiej, Patryk Pietryszyn, Igor Woytynowski, Jakub Dominiczak, Marek Semrau, Piotr Witkowski, Krzysztof Zywert, Dariusz Paczkowski, sternik Krystian Orszt, trenerzy Tomasz Strychalski i Rafał Dziekoński. 2.AZS UMK Energa Toruń (Mistrz Polski) – 31:44.34. 3.Reprezentacja Litwy – 31:52.95. 4.PTW Płock – 32:13.47. 5.BTW Bydgoszcz/Wisła Grudziądz – 32:44.00. 6.LOTTO-Bydgostia II – 33:45.68 7.LOTTO-Bydgostia III – 37:04.63. 8.LOTTO-Bydgostia IV – 37:28.73

### 23. edycja – 27 września 2014 roku[2]
Wyścig główny ósemek seniorów o Puchar Wieczysty Rady Miasta Bydgoszczy i nagrodę Totalizatora Sportowego. 1.LOTTO-Bydgostia (Gutorski Wojciech, Burda Mikołaj, Hojka Piotr, Radosz Dariusz, Kędzierski Miłosław, Kowalkowski Dawid, Siemion Łukasz, Bernatajtys Miłosz, sternik Woźniak Rafał)trenerzy Drazdżewski Marian, Strychalski Tomasz, Pawełczak Bartłomiej 2. AZS UMK Energa Toruń
Wyścig głównym ósemek juniorów o nagrodę Totalizatora Sportowego – Memoriał Zbigniewa Urbanyi. 1.Reprezentacja Bydgoszczy (Modrzyński Bartosz, Jankowski Jakub, Malinowski Olaf, Pięta Miłosz (wszyscy Bydgoskie Towarzystwo Wioślarskie), Grzywa Kordian, Bieniek Bartosz, Foksiński Piotr, Gumienny Michał (wszyscy LOTTO-Bydgostia) sternik Olędzki Jan (Bydgoskie Towarzystwo Wioślarskie)trenerzy Nowakowski Waldemar, Badziągowski Marcin, Bełka-Siemion Aneta, Strychalski Tomasz. 2.PTW Płock
Wyścig ósemek akademickich o Puchar Prezesa Kujawsko-Pomorskiego Regionalnego Związku Towarzystw Wioślarskich.
1. Wyższa Szkoła Gospodarki w Bydgoszczy – Szpakowski Michał, Wilangowski Mateusz, Kędzierski Miłosław, Radosz Dariusz, Sobieraj Marcin, Zajkowski Kamil, Leszczyński Karol, Ziętarski Mirosław, sternik Gościński Cezary, trener: Waldemar Nowakowski. 2. AZS Szczecin, 3. Akademia Morska Szczecin
Wyścig ósemek kobiet o Puchar Przewodniczącego Sejmiku Województwa Kujawsko-Pomorskiego
1. LOTTO-Bydgostia (Dittmann Joanna, Ciaciuch Monika, Fularczyk–Kozłowska Magdalena, Madaj Natalia, Jedynak Klaudia, Wika Justyna, Behrendt Iga, Baszyńska Magdalena, sternik Zuzanna Dreier, trener Michał Kozłowski), 2. AZS AWF Kraków, 3. Posnania Poznań, 4. Bydgoskie Towarzystwo Wioślarskie, 5. Bydgoski Klub Wioślarek
Wyścig otwarty ósemek seniorów o Puchar Prezesa Polskiego Związku Towarzystw Wioślarskich,
1. Litwa, 2. Rudergesellschaft Germania Frankfurt am Mein, 3. Reprezentacja Bydgoszczy, 4. Wiking Berlin, 5. Posnania Poznań, 6. Rudersdorfer Ruderverein, 7. Pegaz Wrocław
Wyścig otwarty ósemek juniorów o Puchar Prezesa Totalizatora Sportowego, dystans 2 km
1. Litwa, 2. Bydgoskie Towarzystwo Wioślarskie – Wisła Grudziądz, 3. AZS UMK Energa Toruń, 4. LOTTO-Bydgostia I, 5. LOTTO-Bydgostia II 6. Wiking Berlin
Wyścig ósemek uniwersytetów Oxford i Cambridge o Puchar Prezydenta Miasta Bydgoszczy. Uniwersytet Cambridge z przewagą półtorej długości łodzi pokonał Uniwersytet Oxford

### 24. edycja – 26 września 2015 roku
Wyścig główny ósemek seniorów o Puchar Wieczysty Rady Miasta Bydgoszczy i nagrodę Totalizatora Sportowego, dystans 8,5 km
```
1.LOTTO-Bydgostia (Mistrz Polski) – 29:08, (Wojciech Gutorski, Mikołaj Burda, Piotr Hojka, Ryszard Ablewski, Dariusz Radosz, Paweł Kotecki, Miłosz Bernatajtys, Łukasz Siemion, sternik Nikolas Szymczak)
2.AZS UMK Energa Toruń (Wicemistrz Polski) – 29:17, (Mirosław Ziętarski, Szymon Kuczkowski, Robert Fuchs, Dariusz Juręczyk, Karol Leszczyński, Michał Zaporowski, Damian Krawitowski, Bartosz Leszczyński, sternik Patryk Kusz)
```

Wyścig główny ósemek juniorów o nagrodę Totalizatora Sportowego – Memoriał Zbigniewa Urbanyi, dystans 8,5 km
```
1.LOTTO-Bydgostia (Mistrz Polski) – 30:17, (Dominik Gasiul, Bartosz Bieniek, Kordian Grzywa, Bartosz Jakubowski, Jędrzej Paliszewski, Filip Żuchowski, Bartosz Powalisz, Jakub Zawadzki, sternik Ewa Gałek)
2.WTW Warszawa (Wicemistrz Polski) – 33:39 (Ciftci Jakub, Bochenek Mateusz, Czajka Adam, Miazga Tomasz, Spanier Jakub, Kuratczyk Maciej, Granecki Maciej, Borzęcki Maciej, sternik Gajda Jakub)
```

Wyścig ósemek o Puchar Prezydenta Miasta Bydgoszczy, Pamięci Daniela Topolskiego, dystans 2 km
```
Oxford pokonał Cambridge o dwie długości łodzi.
1.Uniwersytet Oxford (Laurence Rhys Harvey, Alexander William Bostrom, James Eric Mountain, John Patrick Redos, Samuel Peter James O’Connor, Julian James Bubb-Humfryes, Patrick John Bailey, Alexander Francis Davidson)
2.Uniwersytet Cambridge (Josh Pendry, Dan Rix-Standing, Alex Scharp, James Strawson, Lukas Hirst, Alex Leichter, Clemens Auersperg, Daniel Gibb Morris, sternik Sarah Smart)
```

Wyścig ósemek kobiet o Puchar Przewodniczącego Sejmiku Województwa Kujawsko-Pomorskiego (wyścig otwarty), dystans 2 km
```
1.AZS AWF Kraków – 7:39, (Julia Styła, Maria Wierzbowska, Anna Wierzbowska, Maria Springwald, Karolina Smyrak, Katarzyna Pilch, Katarzyna Pasternak, Katarzyna Wełna, sternik Anna Banyś)
```

2.LOTTO-Bydgostia – 7:58, (Justyna Wika, Klaudia Jedynak, Zuzanna Dreier, Magdalena Baszyńska, Joanna Dittmann, Martyna Mikołajczak, Katarzyna Dreszler, Wiktoria Łukasiewicz, sternik Inga Bartz)
Wyścig ósemek seniorów o Puchar Prezesa Polskiego Związku Towarzystw Wioślarskich (wyścig otwarty), dystans 2 km
```
1. Młodzieżowa Reprezentacja Niemiec – 6:33,38, (Malte Daberkow, Michael Trebbow, Nicolas Schroder, Olaf Roggennsack, Rene Schmela, Marc Leske, Malte Grossmann, Torben Johannsen, sternik Felix Lindemann)
2.Litwa – 6:33,88, (Saulius Ritter, Rolandas Mascinskas, Aurimas Adomavicius, Dominykas Jancionis, Žygimantas Gališanskis, Mindaugas Griskonis, Dovydas Nemeravičius, Armandas Kelmelis, sternik Edgaras Savickis)
```

Wyścig ósemek juniorów o Puchar Prezesa Totalizatora Sportowego (wyścig otwarty), dystans 2 km
```
1.Litwa – 7:43, (Saulius Ilonis, Mantas Trakselis, Povilas Stankunas, Dziugas Nienius, Gediminas Eglinskas, Augustinas Zilys, Barsteika Aurimas, Muravjov Artūr, sternik Audrius Ruzgys)
2.Zawisza Bydgoszcz – 8:39, (Mateusz Kraska, Mikołaj Żabicki, Bartosz Palmowski, Patryk Hałas, Dawid Kowalski, Szymon Krawisz, Dominik Wachowiak, Szymon Gil-Pilarski, ster. Maksymilian Bujak)
```

Wyścig ósemek akademickich o Puchar Prezesa Kujawsko-Pomorskiego Regionalnego Związku Towarzystw Wioślarskich (wyścig otwarty), dystans 2 km
```
1.Wyższa Szkoła Gospodarki w Bydgoszczy – 6:45, (Łukasz Krajewski, Ryszard Ablewski, Mteusz Wilanowski, Mirosław Ziętarski, Bartosz Leszczyński, Marcin Sobieraj, Jerzy Kowalski, Damian Kwiatkowski, ster. Cezary Gościński)
2.AZS Szczecin – 6:59, (Tomasz Zagórski, Michał Sobanda, Ferdynand Kaczyński, Kamil Kusiński, Łukasz Posyłajka, Konrad Wasielewski, Konrad Kuchta, Paweł Cięszkowski, sternik Szymon Korwin Piotrowski)
```